# 香港國際機場二號客運大樓
香港國際機場二號客運大樓（施工初期稱為航天廣場）是香港國際機場一座正在重建的客運大樓。第一代大樓耗資28億港元興建，佔地14萬平方米，於2007年2月分階段啟用，同年6月舉行正式開幕典禮。該大樓主要提供離境服務及商業設施，但未設登機橋或行李處理系統，被部分輿論形容為「商場多於客運大樓」。
為配合三跑道系統工程，香港機場管理局於2019年11月28日關閉僅運作12年的二號客運大樓進行改建。原計劃保留部分結構，但2021年5月決定全面拆卸重建，僅保留地底旅客捷運系統設施。重建工程預算由最初95億港元增至165億港元，最終採用極端方案，耗資約129億港元，預計2025年至2026年分階段啟用。此決定引發公眾批評，指其規劃失誤造成公帑浪費。
擴建後的大樓將新增出入境功能，樓面面積擴大一倍至30萬平方米，並連接第三跑道客運廊、海天中轉大樓及港珠澳大橋口岸，成為多式聯運樞紐。

## 沿革發展
根據香港機場管理局在2011年發表的《香港國際機場2030規劃大綱》，假如第三條跑道能成功興建的話，香港國際機場的運作容量將大幅上升。為了應對2030年的客流量，機管局將斥資86億港元，對僅12年的二號客運大樓進行大規模改建，工程於2019年11月28日下午十時開始，需時6年以上。新二號客運大樓預計將於2025年9月23日至2026年三月至四月分階段投入服務，作為第三條跑道客運廊的出入境設施，讓之成為連接目前機場客運廊、第三條跑道客運廊、海天客運碼頭及港珠澳大橋香港口岸的樞紐。
機管局在原有二號停車場及三號停車場的位置興建二號客運大樓的擴展部分，擴展部分將容納現行旅客捷運系統的延展部分及現時未有設置的行李處理系統，擴建部分頂層（7/F）將是連接交通落客區的旅客登記大堂，而現時的機場快線二號客運大樓月台將予以保留，並新建跨越現行客運大樓的走廊連接旅客登記大堂。
旅客在通過旅客登記大堂後，便能乘坐電梯前往位於擴建部分第六層（6/F）的離境大堂通過出境及保安檢查，檢查過後，便能直接前往位於擴建部分第二層（2/F）的旅客捷運系統車站客運廊，再按目的地直達設於擴建部分第一層（1/F）的各路線月台乘坐列車。
而對於入境旅客而言，當他們抵達擴建部分第二層（2/F）的旅客捷運系統車站客運廊後，便能前往位於擴建部分第五層（5/F）的入境大堂接受入境檢查，在提領行李和通過海關後，擴展部分便會直接接駁現有的大樓，現有的旅客登記大廳將改建為大型的接機大堂，設有各式商店和食肆。接機大堂同時連接現時機場站往市區列車的備用空間，該空間將改建為機場站的新月台。接機大堂亦將加建扶手電梯和通道分別前往現時大樓3樓的旅遊車大堂和機場地面運輸中心。
與此同時，擴建部分第二層（2/F）的旅客捷運系統車站客運廊則設有中轉設施，為旅客提供轉機、轉乘跨境快船、或直達港珠澳大橋口岸的中轉服務。而擴展部分的行李處理設施則位於第三層（3/F）及第四層（4/F）。
前天文台長、人人監機會召集人林超英認為機管局非常離譜，質疑堅持建第三跑的其中一個原因，是想借機「冚住」二號客運大樓的設計錯誤。不少網民批評為大白象工程。
擴建後的二號客運大樓的設施大概如下：
| 樓層 | 機場站                                                            | 二號客運大樓（原有部分）                 | 二號客運大樓（擴建部分） |
| ---- | ----------------------------------------------------------------- | ---------------------------------------- | ------------------------ |
| 8    |                                                                   | 新落客區 *新建玻璃走廊連接擴建部分第七層 |                          |
| 7    |                                                                   | 新旅客登記大堂、新翔天廊                 | 新旅客登記大堂、新翔天廊 |
| 6    | 機場站往博覽館月台[3號月台] *連接擴建部分第七層（新旅客登記大堂） |                                          | 行李處理系統室           |
| 5    | 機場站往市區月台[4號月台] *連接現有部分第五層（接機大堂）         | 接機大堂、翔天廊 （原有離境登記大堂）    | 入境層：新入境檢查大堂   |
| 4    |                                                                   |                                          |                          |
| 3    | 隧道 *連接地面運輸中心、一號客運大樓                              | 旅遊車大堂及總站                         | 離境層：新出境檢查大堂   |
| 2    |                                                                   | 旅客捷運系統車站客運廊                   | 旅客捷運系統車站客運廊   |
| 1    | 旅客捷運系統車站月台                                              | 旅客捷運系統車站月台                     | 旅客捷運系統車站月台     |

備註
- 所有括號內的設施會拆除

## 第一代二號客運大樓

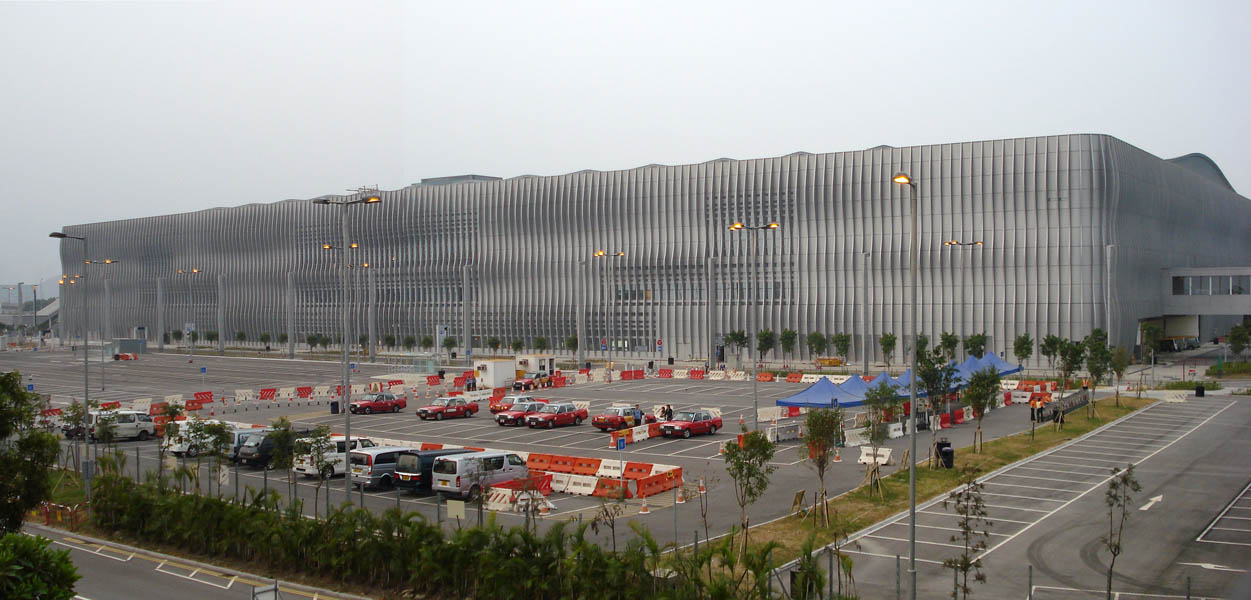
香港國際機場第一代二號客運大樓（已拆卸）

第一代二號客運大樓（施工期間稱為航天廣場）於2007年2月初開始投入服務，於同年6月1日舉行正式開幕典禮，並於2019年11月28日下午十時停用改建配合三跑道系統，此安排原為最極端情況下的建議，但最終仍須採用，被批評為浪費公帑及資源。佔地140,000平方米，耗資28億港元興建，計劃建設為一個接通海、陸、空交通的樞杻。除了機場的航空功能外，第一代二號客運大樓同時接駁海路的海天客運碼頭；同時，陸路方面則設有大型旅遊車總站，匯聚通往中國內地、香港酒店及旅行團的客車服務。原有二號客運大樓與多項新落成的設施，將會合併構成香港國際機場北面商業發展計劃——航天城。
值得一提的是，第一代二號客運大樓只提供旅客離境的服務，而所有抵港航班的入境設施都是設於一號客運大樓，第一代二號客運大樓僅提供交通接駁用途的跨境巴士總站，及餐飲與零售設施。
在機場管理局提出擴建計劃的時候，有關當局曾一度考慮將之全面拆卸摧毀重建，曾因為環保理由作罷、後來卻出爾反爾，於2021年5月中全面拆卸此建築。

### 設施

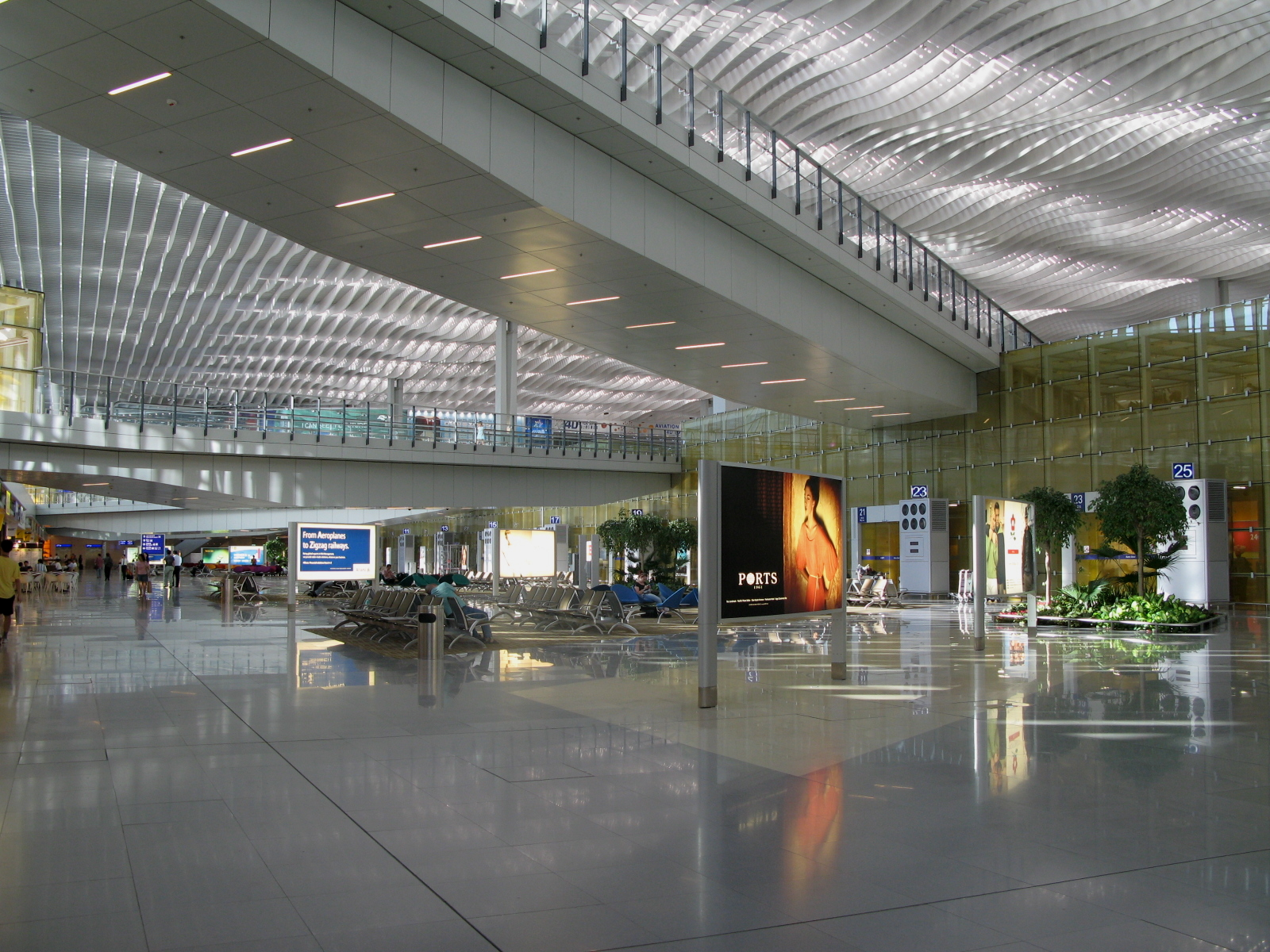
第一代二號客運大樓3樓設過境巴士大堂（2012年）

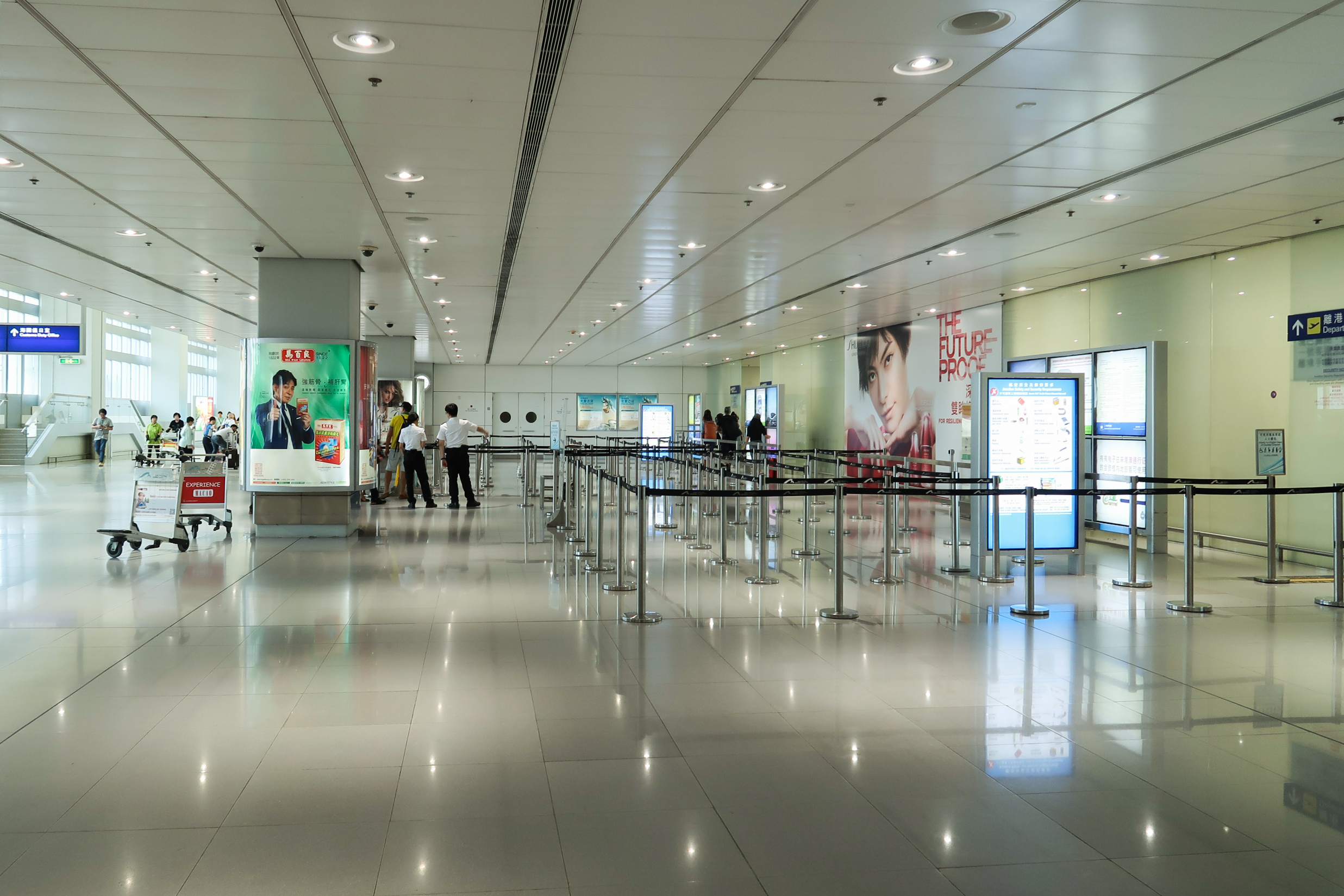
第一代二號客運大樓出境檢查大堂（2019年）

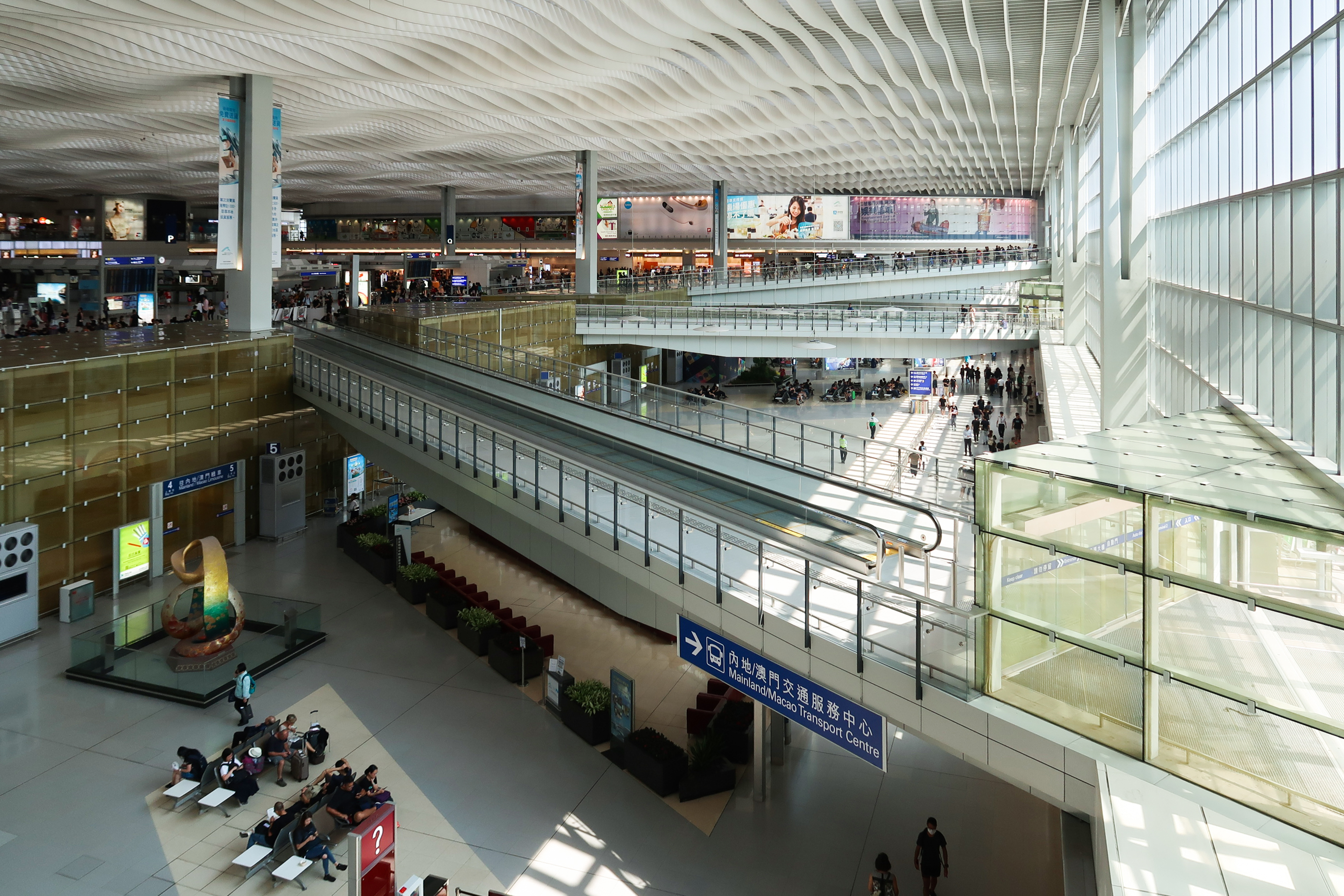
第一代二號客運大樓非禁區大堂（2019年）

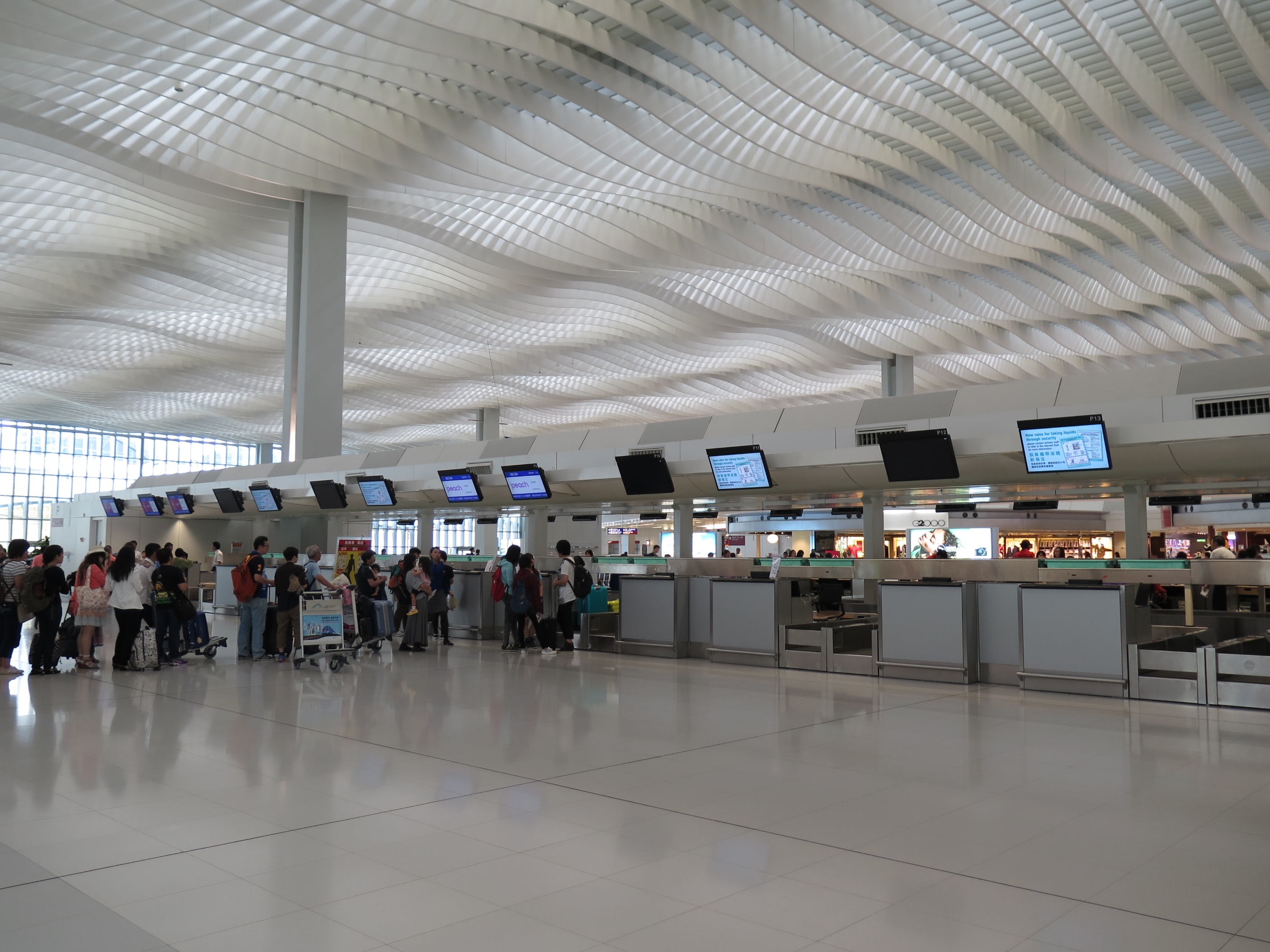
第一代二號客運大樓第五層為離境登記大堂，設旅客登記櫃台（2017年）

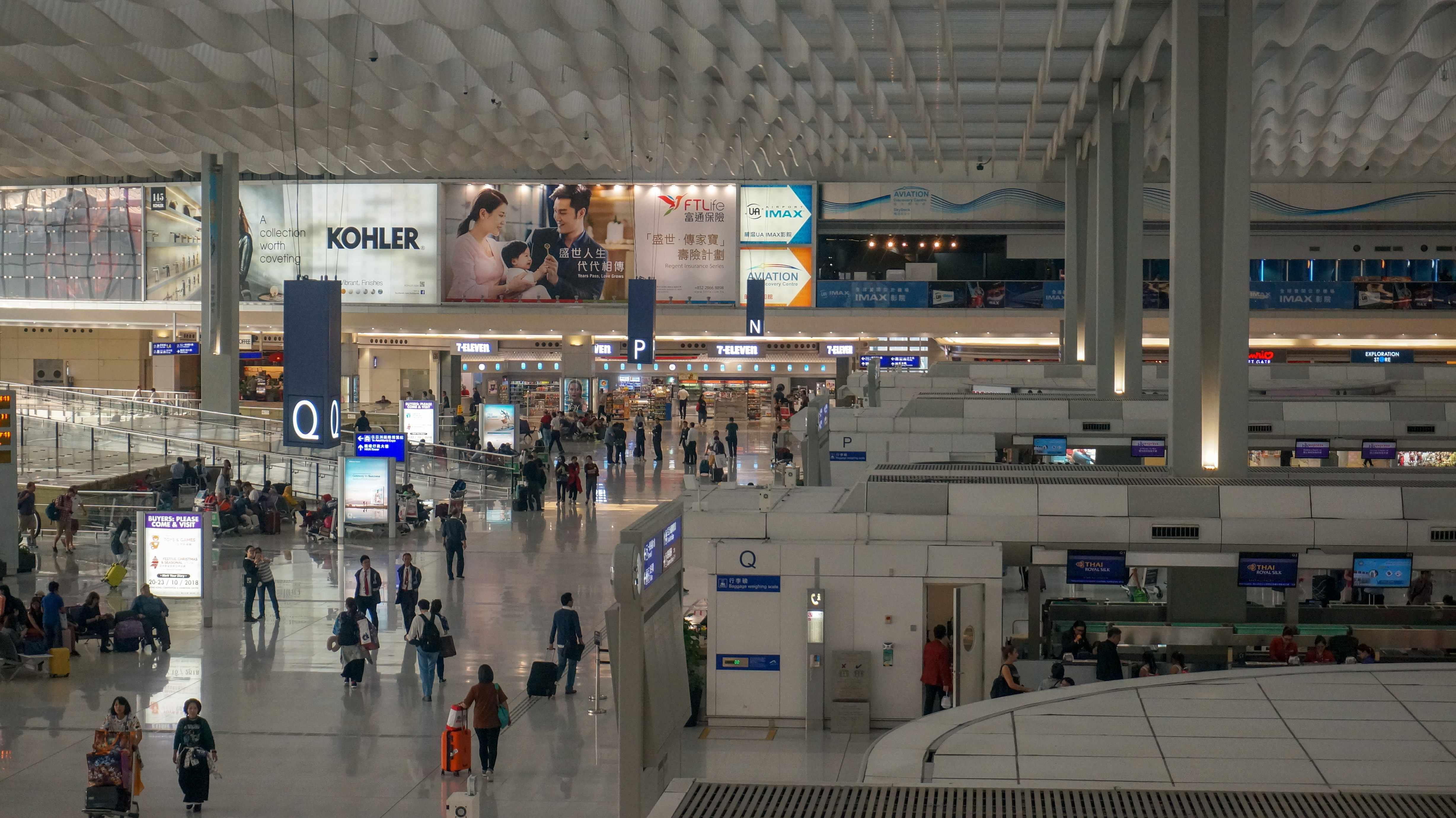
第一代二號客運大樓的離港大堂（2018年）

第一代二號客運大樓在3樓（地面層）的兩端及中間均設有出入口分別連接地面運輸中心及一號客運大樓抵港層。原有二號客運大樓的登機櫃位設於第5層，設有56個登機櫃位，有需要時可增至112個。當中大部份登機櫃位仍空置，共有3個登記區（N、P、Q），合共24間航空公司在此辦理登機手續。乘客可於原有二號客運大樓登機櫃位的另一端進入3樓辦理登機手續及通過香港海關後，便可前往第一層乘搭旅客捷運系統，前往一號客運大樓東大堂登機，唯前往33-80號閘口的乘客需在東大堂轉乘另一捷運路線。
3樓的過境巴士設36個旅遊車上客位。
非禁區：
- 2/F - 機房
- 3/F - 過境巴士大堂（往中國內地過境巴士、旅遊巴士總站）、商舖、餐廳、沖晒店、便利店、報案中心、洗手間、嬰兒室；通道前往一號客運大樓及機場地面運輸中心、機場站往市區月台、環亞機場貴賓室、髮廊、行李寄存處
- 4/F - 辦公室及貨倉
- 5/F - 離境登記大堂：旅客登記櫃台、商店、餐廳、洗手間、嬰兒室、失物認領處；機場快綫抵達機場／往博覽館月台

- 6/F - 4D超立體巨幕影館、星光無間、航空探知館、挑戰擂台、餐廳、商店、銀行服務、洗手間、嬰兒室
- 6/F - 翔天路：A線機場巴士（由市區出發）落客站、車輛落客區

禁區：
- 1/F - 旅客捷運系統月台（只前往一號客運大樓東大堂）
- 3/F - 離境層：出境檢查大堂

### 旅客離境路線
使用原有二號客運大樓的旅客從機場站或翔天路的落客區進入原有二號客運大樓後，便會經通道進入位於第五層的旅客登記大堂，以辦理航空公司的登機及行李寄艙手續。旅客在完成手續後，則會進入原有二號客運大樓的購物區域——翔天廊。翔天廊樓高兩層，除了設在第五層的商店食肆外，還包括設於第六層的美食廣場及娛樂設施，以豐富旅客的機場體驗。翔天廊的第五層在南北兩側均設有離境通道，離境旅客可通過扶手電梯前往第三層的出境檢查大堂，經出境及保安檢查後進入禁區，再通過另一段扶手電梯前往第一層的旅客捷運系統月台，乘坐香港國際機場旅客捷運系統直達一號客運大樓東大堂的離境閘口登機。

### 旅客抵港路線
原有二號客運大樓並不設任何的入境設施，然而，原有二號客運大樓的第三層則設有大型旅遊車總站，為抵港旅客提供服務。
旅客在一號客運大樓通過入境檢查、提領行李，並進入一號客運大樓接機大堂後，即可沿接機大堂的中央通道（即通往地面運輸中心/機場快線往市區列車月台的通道）離開一號客運大樓，在通道的兩端及中間均設有連接隧道通往原有二號客運大樓第三層。從中央通道進入二號客運大樓，將途徑國泰航空的頭等貴賓室 - 賞心堂和環亞收費貴賓室；從南面通道進入，則能直達愉景灣和珀麗灣居民巴士的登車處；而前往珠江三角洲的內地旅客，則應從北面通道前往旅遊車總站及售票服務中心。旅客在購票後，便能在候車處等候登車。

### 翔天廊

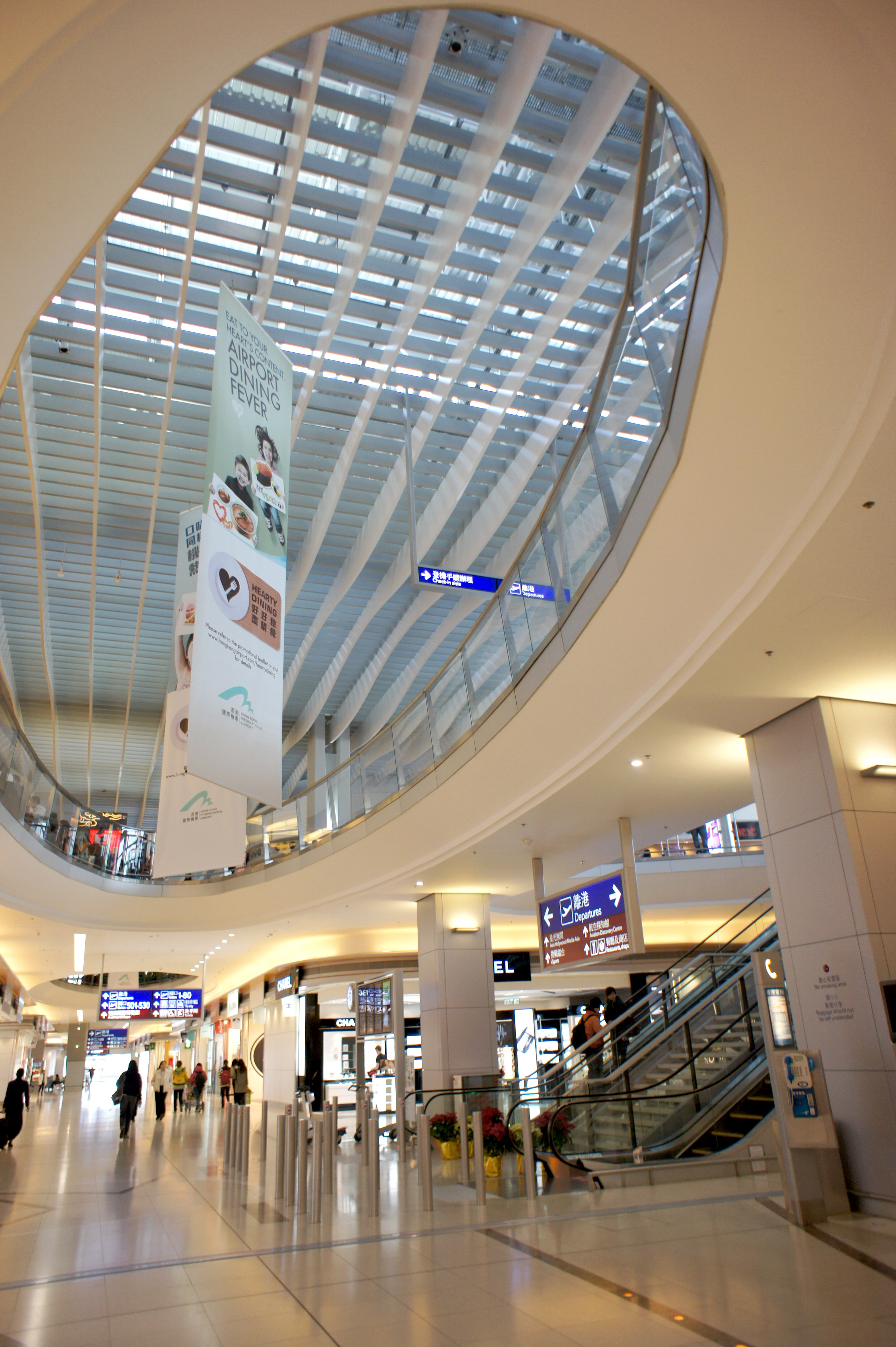
位於二號客運大樓6樓的翔天廊（2011年）

翔天廊是位於原有二號客運大樓6樓的綜合消閒娛樂中心，是航天城內的兩座大型商場之一，佔地36.67萬平方呎，於2007年初啟用。翔天廊設有多道行人天橋及行人通道相連，香港國際機場一號客運大樓之間設有港鐵機場快綫機場站。翔天廊的商舖面積達35,000平方米，其中逾90%面積為非禁區，包括110間商舖及23間食肆，設有IMAX戲院、航空探知館及Sky Deck等娛樂設施。商店由2019年8月起因客運大樓重建而陸續搬遷。

### 使用狀況
第一代二號客運大樓的設計容量與規模都比一號客運大樓為小，而與一號客運大樓不同，該大樓在定位上是多式聯運樞紐，以交通接駁功能為首要考慮，航空服務為副。因此在設施的分佈上超過九成的商店都是位於非禁區，以方便抵港旅客及接機人士使用。然而，由於第一代二號客運大樓本身並不連接飛行區，因此不設任何登機橋之餘，登機旅客需依賴底層的旅客捷運系統前往一號客運大樓。因為不便的登機安排，成為了其低使用率的主要原因。機場管理局方面曾有意邀請國泰航空進駐新客運大樓，讓新客運大樓成為國泰的專用航廈，但最終正因其設計問題而被國泰推卻。事實上，於第一代二號客運大樓營運的航空公司僅有20間，而絕大多數是廉價航空公司和規模較小的航空公司，如亞洲航空和捷星亞洲航空；相反，有在大樓營運的大型的國際航空公司僅有泰國國際航空及菲律賓航空等數間公司。
由於第一代二號客運大樓設計問題導致客運量偏低的關係，該大樓的出境檢查櫃檯及保安檢查通道只於每天早上6時至凌晨2時開放。另外旅客捷運系統只供旅客由該大樓前往一號客運大樓，不能反向。因為抵港航班的旅客都在一號客運大樓完成入境香港手續；而接機人士也只會在一號客運大樓接機，所以很少有抵港旅客會特意前往第一代二號客運大樓用餐和購物，造成大部分商店都是門可羅雀，真正光顧食肆的旅客也寥寥可數。不過，該大樓內的多間食肆，倒成為機場員工的用膳地點。所有航空公司隨著第一代二號客運大樓關閉擴建而於2019年11月29日轉去一號客運大樓。
以下為第一代二號客運大樓的航空公司：
| 航空公司       | 目的地 |
| -------------- | --- |
| 香港快運航空   | 寧波、台中、東京-成田、東京-羽田、大阪-關西、名古屋-中部、福岡、廣島、鹿兒島、高松、熊本、石垣、長崎、宮古-下地島、沖繩、首爾-仁川、釜山、濟州、峴港、芽莊、曼谷-蘇凡納布、布吉、清邁、暹粒、塞班島 包機：敦煌 |
| 深圳航空       | 泉州、無錫 |
| 捷星日本航空   | 東京-成田 |
| 濟州航空       | 首爾-仁川 、濟州 |
| 易斯達航空     | 首爾-仁川 |
| 捷星亞洲航空   | 新加坡 |
| 酷航           | 新加坡 |
| 亞洲航空       | 吉隆坡、亞庇 |
| 馬印航空       | 吉隆坡 |
| 泰國亞洲航空   | 曼谷-廊曼、布吉、清邁、喀比 |
| 泰國微笑航空   | 曼谷-蘇凡納布、布吉 |
| 曼谷航空       | 曼谷-蘇凡納布、蘇梅 |
| 泰國國際航空   | 曼谷-蘇凡納布 |
| 捷星太平洋航空 | 河內、峴港 季節性：芽莊 |
| 越捷航空       | 胡志明市、富國島 |
| 菲律賓航空     | 馬尼拉 |
| 菲律賓亞洲航空 | 馬尼拉 |
| 緬甸國家航空   | 仰光 |
| 阿斯塔納航空   | 阿拉木圖 |

2019年11月28日晚上11時起，因配合三跑道系統，原有的二號客運大樓關閉擴建。失物認領處及行李寄存服務遷往一號客運大樓。

## 第二代二號客運大樓

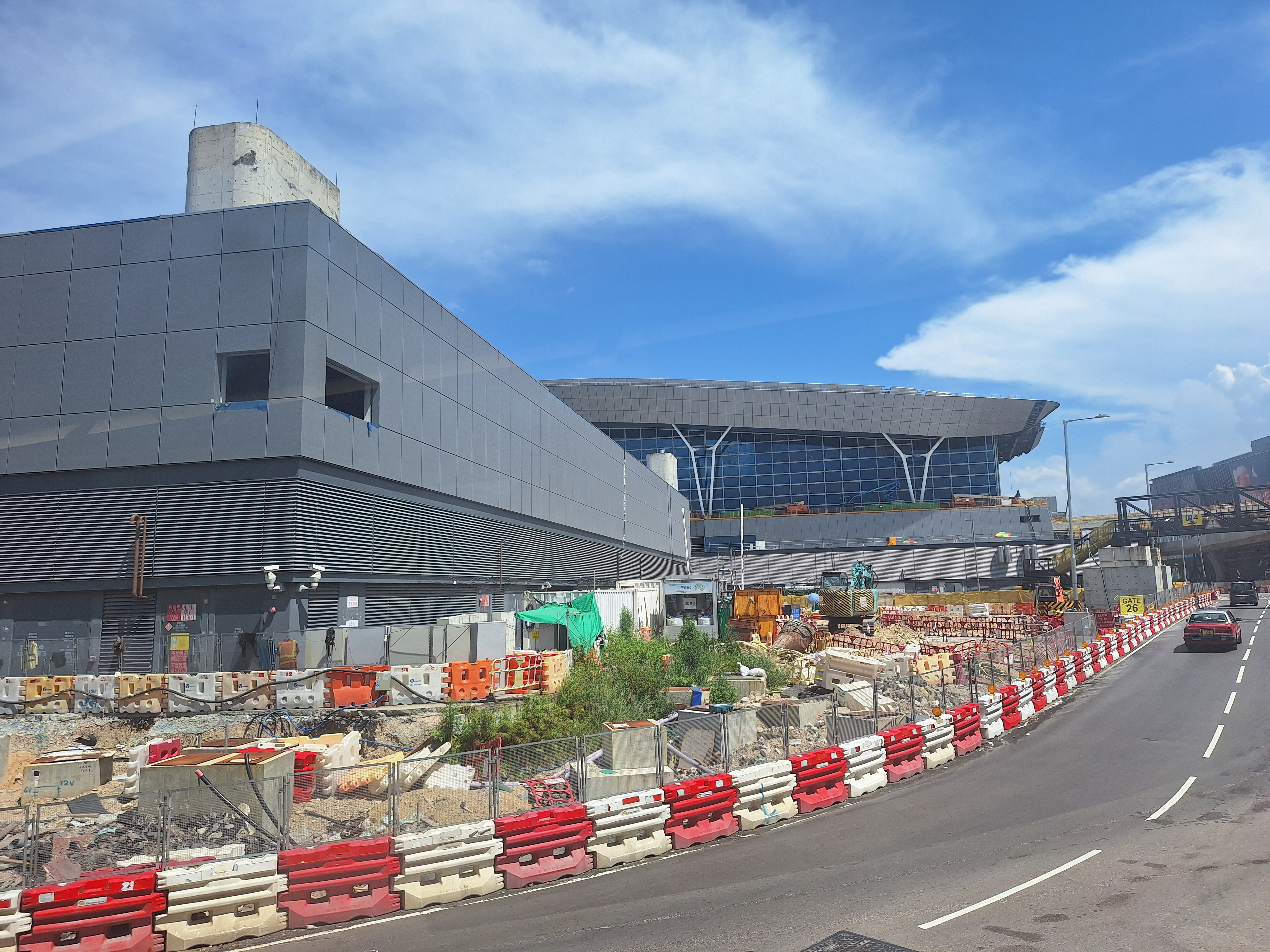
從暢連路附近俯視的第二代二號客運大樓（大致封頂，2024年8月）

第二代二號客運大樓工程合約於2020年8月批出，合約編號為3508 (二號客運大樓擴建工程項目)，中標承建商為Gammon Engineering & Construction Company Limited (金門建築有限公司)，合約總額約為港幣128.8億元，工程包括擴建二號客運大樓、附屬建築物、連接橋、陸路交通設施包括高架橋和道路、地下公用設施、行人天橋以及香港國際機場現有設施的改造工程。另外，合約亦包括安裝屋宇裝備及設立機場系統。
另外，設於新填海地的三跑道客運大樓(T2客運廊)主要工程合約於2020年11月批出，合約編號為3408 (三跑道客運大樓及停機坪工程)，中標承建商為BUCG-CCCL Joint Venture(北京城建-其士聯營)，合約總值超過港幣156.1億元。其相關的地基及底部結構工程合約於於2020年2月批出，合約編號為3405 (三跑道客運大樓地基及底部構造工程)，中標承建商為中國路橋工程有限責任公司，合約總值超過港幣46.39億元，鑽孔樁柱工程已於2021年展開。
T2客運廊建於三跑填海土地上，並以旅客捷運系統連接重建後的第二代二號客運大樓，預計於2025年9月落成。T2客運廊在三跑道系統運作時將提供63個停機位，包括34個廊前泊位及29個停機坪泊位，以應付每年3,000萬人次客運量的需求。客運廊將設有28個閘口，並首次有7個閘口能同時停泊兩架Code C客機（B737，A320等小型客機）。另外，有8個閘口能停泊Code F客機（A380），令A380泊位增加一倍。

### 設施
二號客運大樓重建後有的設施如下：
| 樓層 | 設施                                                                                       |
| ---- | ------------------------------------------------------------------------------------------ |
| 7    | 落客區 旅客登記大堂                                                                        |
| 6    | 機場站往博覽館月台（3號月台），連接第七層（旅客登記大堂） 翔天廊 行李處理系統              |
| 5    | 機場站往市區月台（4號月台），連接第五層（接機大堂） 接機大堂 翔天廊 入境層：新入境檢查大堂 |
| 4    | 行李處理系統室                                                                             |
| 3    | 隧道，連接地面運輸中心、一號客運大樓 旅遊車大堂及總站 行李處理系統室 離境層：出境檢查大堂  |
| 2    | 旅客捷運系統車站客運廊                                                                     |
| 1    | 旅客捷運系統列車存放處 旅客捷運系統車站月台                                                |

### 旅客離境路線
在完成二號客運大樓擴建後，使用二號客運大樓的旅客從機場站或落客區進入二號客運大樓後，便會經通道進入位於頂層（7/F）連接交通落客區的旅客登記大堂，旅客在通過旅客登記大堂後，便能乘坐電梯前往位於第六層（6/F）的離境大堂通過出境及保安檢查，檢查過後，便能直接前往位於第二層（2/F）的旅客捷運系統車站客運廊，再按目的地直達設於第一層（1/F）的各路線月台乘坐列車。列車約每2.5分鐘一班，每小時可接載最多10,800名乘客。

### 旅客抵港路線
在完成二號客運大樓擴建後，當他們抵達第二層（2/F）的旅客捷運系統車站客運廊後，便能前往位於第五層（5/F）的入境大堂接受入境檢查，在提領行李和通過海關後，便接駁大型的接機大堂，設有各式商店和食肆。接機大堂同時連接機場站往市區列車的4號月台。接機大堂亦將加建扶手電梯和通道分別前往大樓3樓的旅遊車大堂和機場地面運輸中心。

## 事件

### 擴建工程期間事件

#### 工業意外
2023年2月2日早上8時許，警方接報指地盤內發現一名34歲男工人陷入昏迷，證實死亡。警方封鎖現場調查後，不排除有人從離地約30米的平台墮下，現場沒有檢獲遺書。死因有待驗屍後確定，列作自殺案處理。
2024年11月7日晚上9時許，警方接報指一名37歲來自中國內地的男工人進行安裝懸吊式行人通道期間從6樓墮下到4樓，送院後證實不治。警方將案件列作工業意外。而勞工處向承建商發出「暫時停工通知書」，相關工程需要停止。

#### 工人欠薪
2024年8月26日，30名負責天幕工程的工人因不滿拖欠薪金而在地盤外抗議，並用水馬堵塞地盤出入口。工人指由2024年5月至6月起至少有300多名工人遭欠薪，涉款約3000萬元。欠薪更需要由三判自行支付，但之後無力再發放。總承建商金門建築指會代分判商向工人支付欠薪。

## 外部連結
- 香港國際機場二號客運大樓網頁 （页面存档备份，存于）